# 淫秽
淫秽（英語：Obscenity）指和性有关的作品过于露骨，以至于严重危害当时的社会道德标准。若是用在法律上，常常是指對於人們在人類性行為或是排泄作用的圖像描述。

## 另見
- 猥褻

## 法律
淫秽（或猥亵、极端色情）在中国大陆、日本、英国、美国等地是一个区别于色情的法律概念，受到刑法的约束。